# Туше, Джон, 6-й барон Одли
Джон Туше (англ. John Tuchet; 1423 — 26 сентября 1490) — английский аристократ, 6-й барон Одли и 3-й барон Туше с 1459 года. Участвовал в Войнах Алой и Белой розы на стороне Йорков, заседал в Тайном совете, в 1484—1485 годах занимал пост лорда-казначея.

## Биография
Джон Туше был сыном Джеймса Туше, 5-го барона Одли и 2-го барона Туше, и его первой жены Маргарет де Рос. В 1459 году, во время Войн Алой и Белой розы, его отец погиб в битве при Блор-Хиф, где сражался на стороне Ланкастеров. После этого Джон унаследовал семейные владения и титулы. В 1460 году он находился в Кале и там был взят в плен Ричардом Невиллом, 16-м графом Уориком. Барон встретился с Эдуардом Марчским — йоркистским претендентом на престол; эта встреча так на него подействовала, что он стал убеждённым сторонником Йорков.
Туше сражался за Эдуарда (с 1461 года короля Англии Эдуарда IV) в битвах при Мортимерс-Кросс (1461), Барнете и Тьюксбери (1471). За свои заслуги он получил в 1471 году место в Тайном совете, почётную должность Мастера королевских собак.. В 1472 году барон присутствовал при пожаловании титула графа Уинчестера Лодевику ван Грутхусе. При Ричарде III в 1484 году он занял пост лорда-казначея, который оставил через год.
Барон умер 26 сентября 1490 года и был похоронен в аббатстве Шир в Суррее.
До 1456 года Туше женился на Анне Эхингем, дочери сэра Томаса Эхингема и Маргарет Найветт. В этом браке родились сын Джеймс (1463—1497), 7-й барон Одли и 4-й барон Туше, и дочь Анна, жена сэра Джона Уингфилда.